# Curcuma sparganiifolia
Curcuma sparganiifolia är en enhjärtbladig växtart som beskrevs av François Gagnepain. Curcuma sparganiifolia ingår i släktet Curcuma och familjen Zingiberaceae. Inga underarter finns listade i Catalogue of Life.